# Jagthundene
Jagthundene (Canes Venatici) er et stjernebillede på den nordlige himmelkugle.